# Elginerpeton pancheni
L'elginerpeton (Elginerpeton pancheni) è uno stegocefalo estinto, vissuto nel corso del Devoniano superiore (circa 365 milioni di anni fa). I suoi resti sono stati ritrovati in Scozia.

## Con le "mani" o senza?

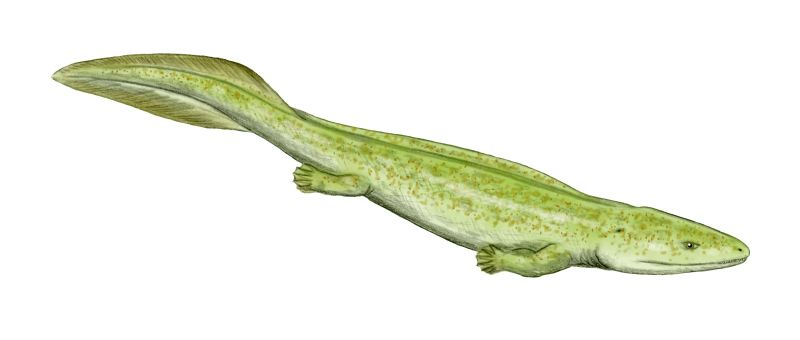
Ricostruzione di Elginerpeton

Per lungo tempo i resti di questo animale, comprendenti una mandibola e ossa delle “zampe”, furono ritenuti appartenere a un pesce crossopterigio non meglio identificato. Solo un nuovo studio condotto da Per Ahlberg negli anni '90 dimostrò che questo animale era uno dei più antichi tetrapodi. Lungo circa un metro e mezzo, l'elginerpeton mostra un insieme di caratteristiche che sulla linea evolutiva lo pongono tra i pesci elpistostegali e i veri tetrapodi. Le zampe posteriori e le ossa del bacino ricordano quelle del famoso Ichthyostega, mentre le zampe anteriori sembrano preannunciare quelle di Hynerpeton e Tulerpeton. Sfortunatamente non è noto alcun resto proveniente da “mani” o “piedi”, cosicché gli scienziati non sono in grado di determinare con sicurezza se questa creatura fosse più strettamente imparentata con i pesci (ad esempio Panderichthys) o con i veri tetrapodi.

## Radiazione evolutiva
Oltre a ciò, Elginerpeton e il suo stretto parente Obruchevichthys condividono alcune caratteristiche che li separano da tutti gli altri tetrapodi primitivi del Devoniano: la parte anteriore del cranio è più stretta e la testa è più lunga rispetto a quella dei pesci tetrapodomorfi e degli altri tetrapodi veri e propri. È possibile, quindi, che queste due forme possano rappresentare una radiazione evolutiva durata pochi milioni di anni, scomparsa senza lasciare discendenti, che si diversificò prima degli altri tetrapodi devoniani.